# Kuikenpapier
Kuikenpapier is een speciale ondergrond die in de grootschalige kippenhouderij gebruikt wordt.
Het leert kuikens om in hun verblijfsruimte de weg naar voedsel en water te vinden. Dat is van belang omdat de moederkip niet aanwezig is om het ze voor te doen. Het papier is geruwd waardoor het voor jonge kuikens gemakkelijk beloopbaar is. Bovendien  geeft het een knisperend geluid. Door het onder de drinkgelegenheid te leggen en het te bestrooien met voer leren de eendagskuikens in zeer korte tijd waar ze moeten zijn voor water en voer. De eerste mest wordt bovendien door het biologisch afbreekbare materiaal geabsorbeerd.